# Рада солтиства
Рада солтиства (пол. rada sołecka) — дорадчий орган солтиса. Членів ради солтиства обирають постійні жителі солтиства на сільському зібранні. Повноваження ради солтиства визначені статутом солтиства.

## Компетенція
До компетенції членів ради солтиства входить:
- допомога солтису у веденні справ та вирішення проблем солтиства;
- ініціювання і впровадження малих інвестиційних проєктів, в тому числі за участі жителів солтиства.